# 奚仲增四
天鵝座33，又名BD+56 2376，HD 192696、SAO 32378、HR 7740，是天鵝座的一颗恒星，视星等为4.3，位于銀經91.08，銀緯12.06，其B1900.0坐标为赤經20h 11m 4.4s，赤緯+56° 12.06′ 42″。